# 尤利亞姆皮利
48°43′30″N 28°28′55″E / 48.72500°N 28.48194°E
尤利亞姆皮利（烏克蘭語：Юліямпіль），是烏克蘭的村落，位於該國西南部文尼察州，由日梅林卡區負責管轄，始建於1810年，面積13.21平方公里，海拔高度302米，2001年人口204，人口密度每平方公里15.45人。